# Ramiro Peña
Ramiro Peña Gauna (18 de julho de 1985) é um jogador profissional de beisebol mexicano que jogava na Major League Baseball. Ele fez parte do time dos New York Yankees que foi campeão da World Series em 2009.

## Números da carreira
- Média de rebatidas: 23,3%
- Home runs: 2
- Corridas impulsionadas (RBI): 32